# Kristmann Guðmundsson

Kristmann Guðmundsson

Kristmann Guðmundsson (n. 23 octombrie 1901 - d. 20 noiembrie 1983) a fost un scriitor islandez de limbă norvegiană.
Scrierile sale au ca temă predilectă problemele tineretului sau probleme ale societății contemporane.

## Scrieri
- 1926: Iubiri islandeze ("Islandsk kjoerlightet")
- 1929: Dimineața vieții ("Livets morgen")
- 1930: Sigmar
- 1932: Pământul cel nou ("Det hellige fjeld")
- 1936: Lampa ("Lampen")
- 1948: Seară la Reykjavik ("Kvöld i Reykjavik").